# Atarba (Ischnothrix) mathewsi
Atarba (Ischnothrix) mathewsi is een tweevleugelige uit de familie steltmuggen (Limoniidae). De soort komt voor in het Australaziatisch gebied.